# 訃報 1988年1月
訃報 1988年1月（ふほう 1988ねん1がつ）では、1988年（昭和63年）1月中に物故した、又は物故が報じられた人物についてまとめる。

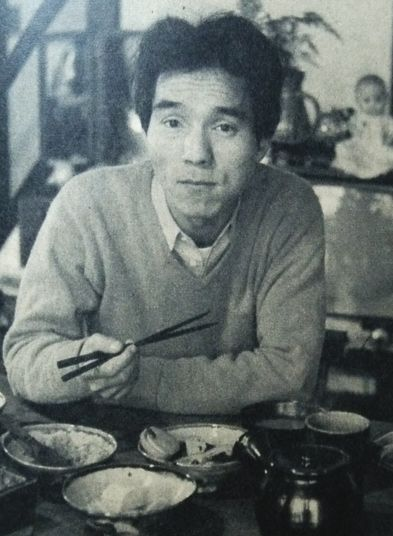
宇野重吉／1月9日没

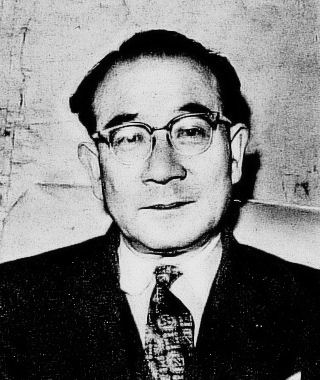
小島徹三／1月10日没

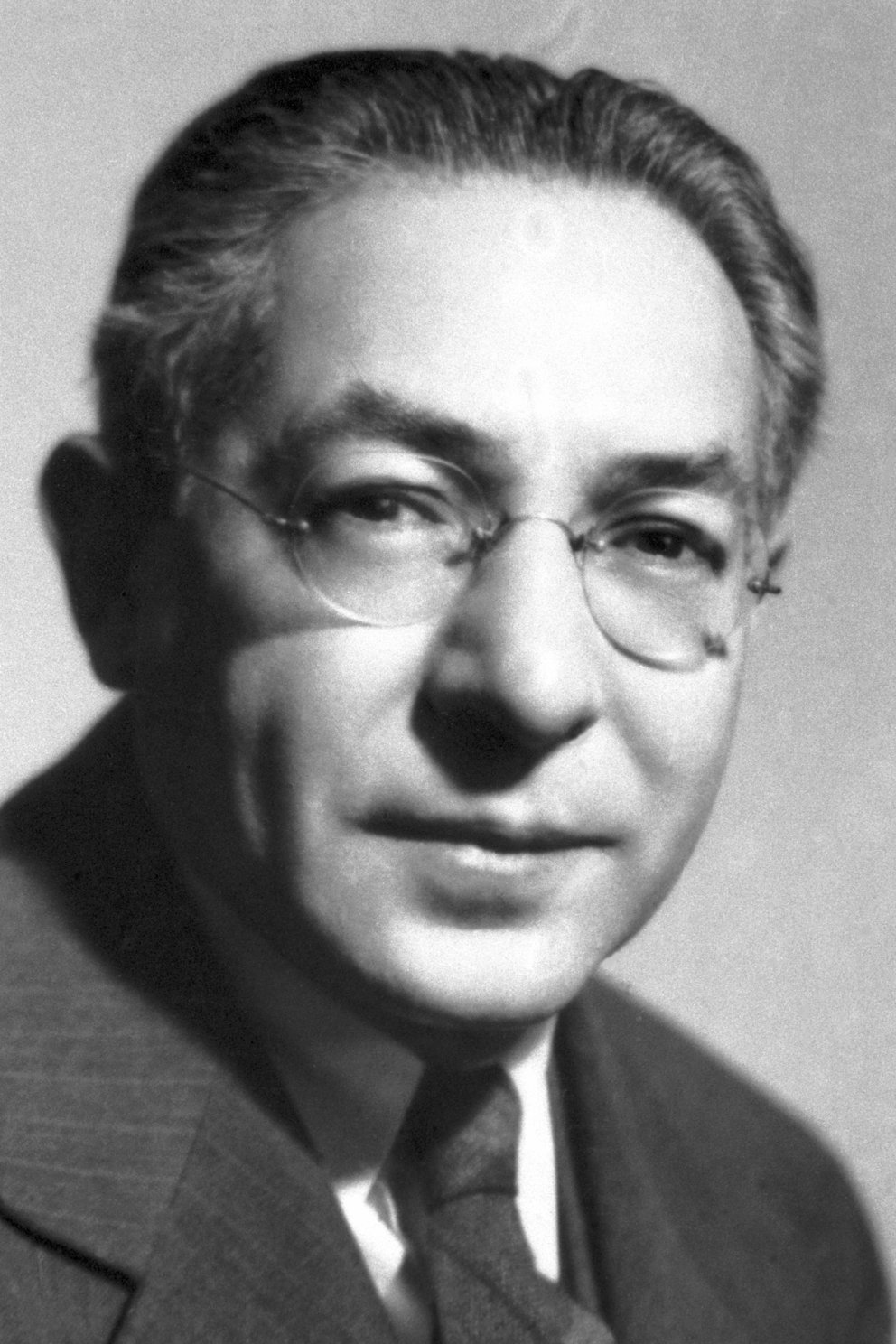
イジドール・イザーク・ラービ／1月11日没

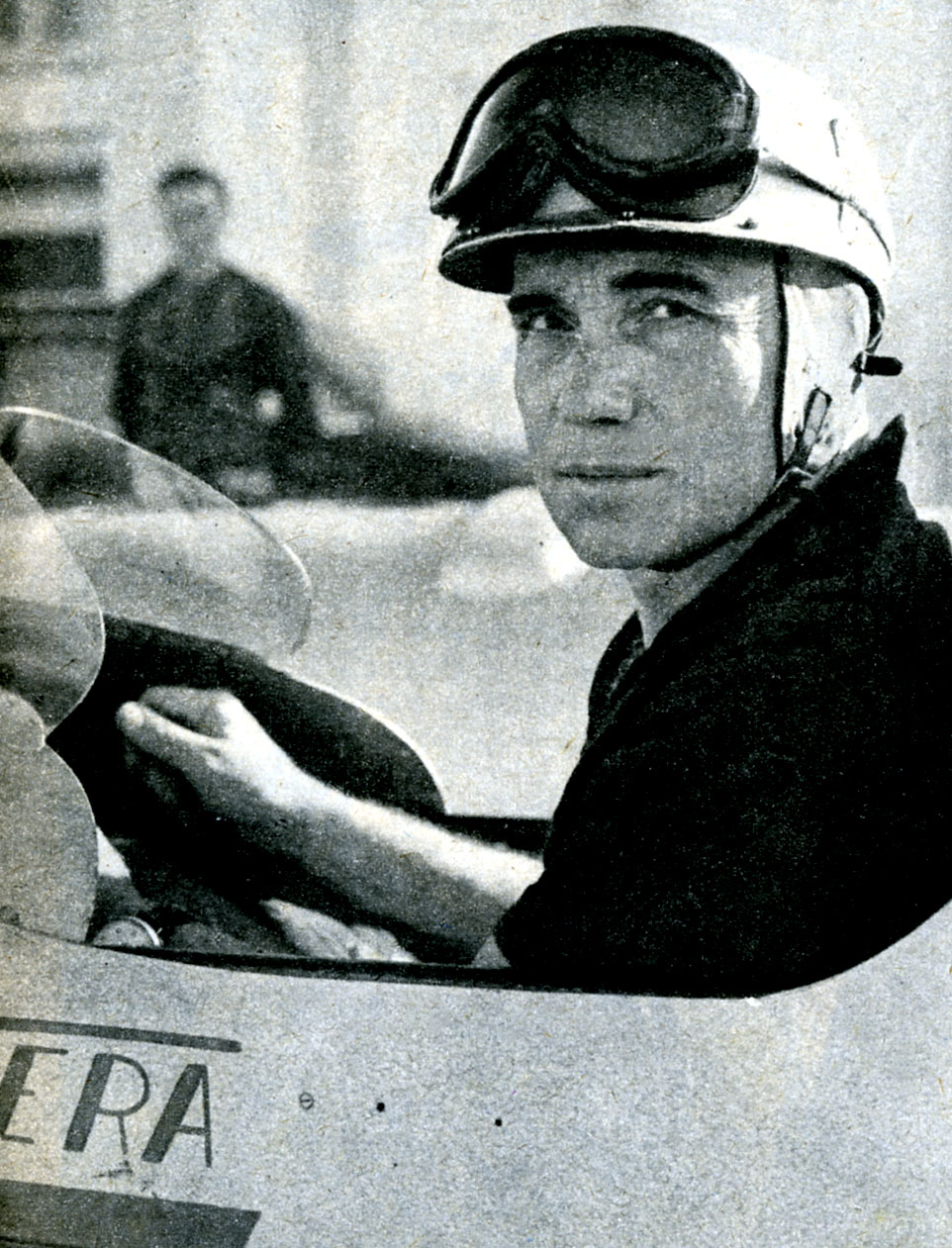
ピエロ・タルッフィ／1月12日没

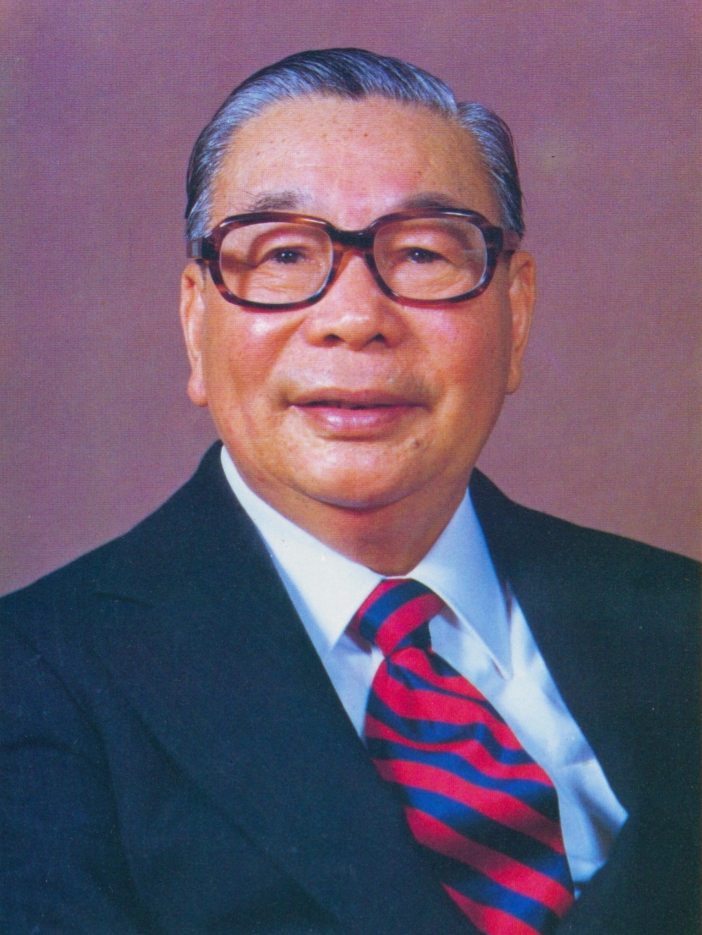
蔣経国／1月13日没

ゲオルギー・マレンコフ／1月14日没

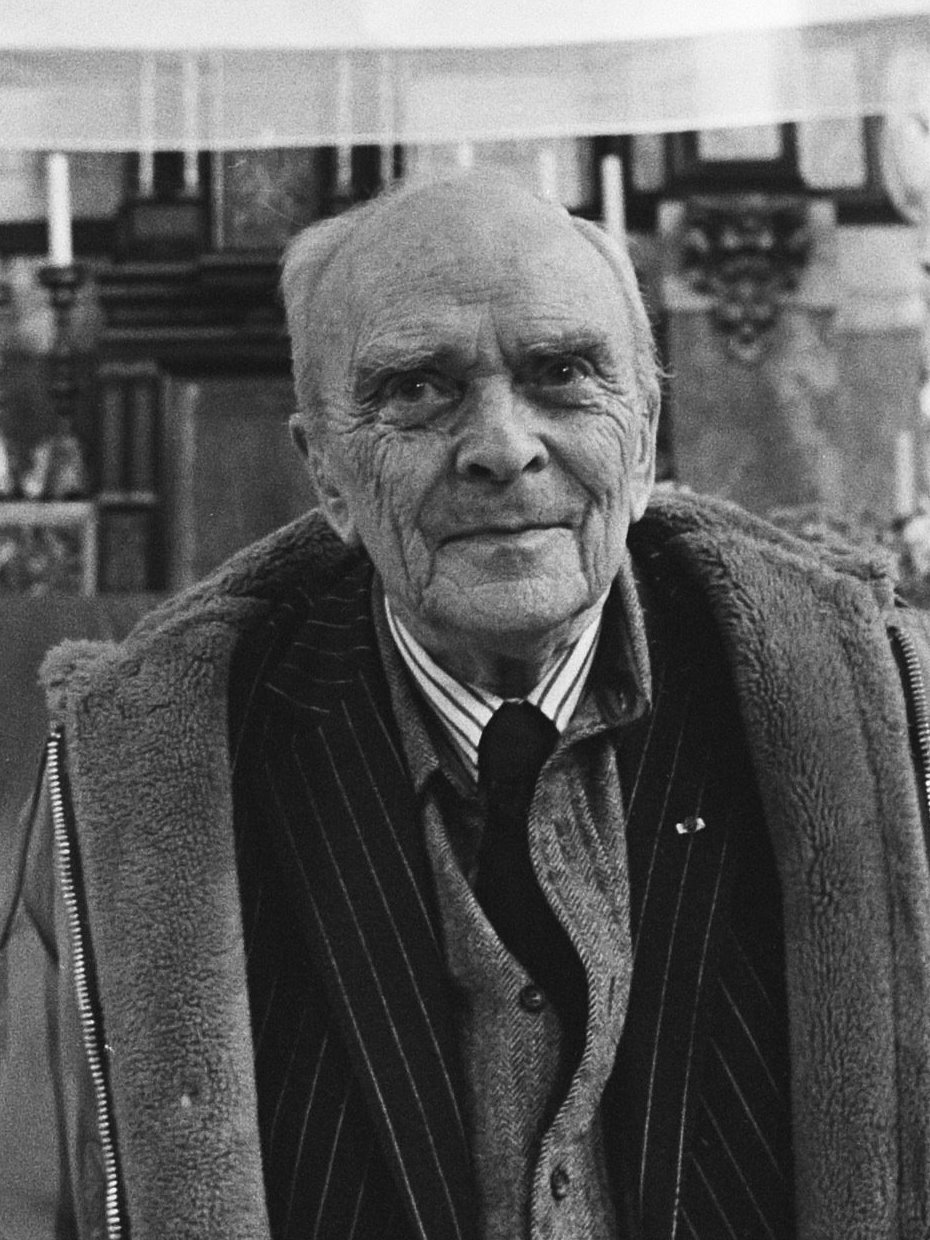
ショーン・マクブライド／1月15日没

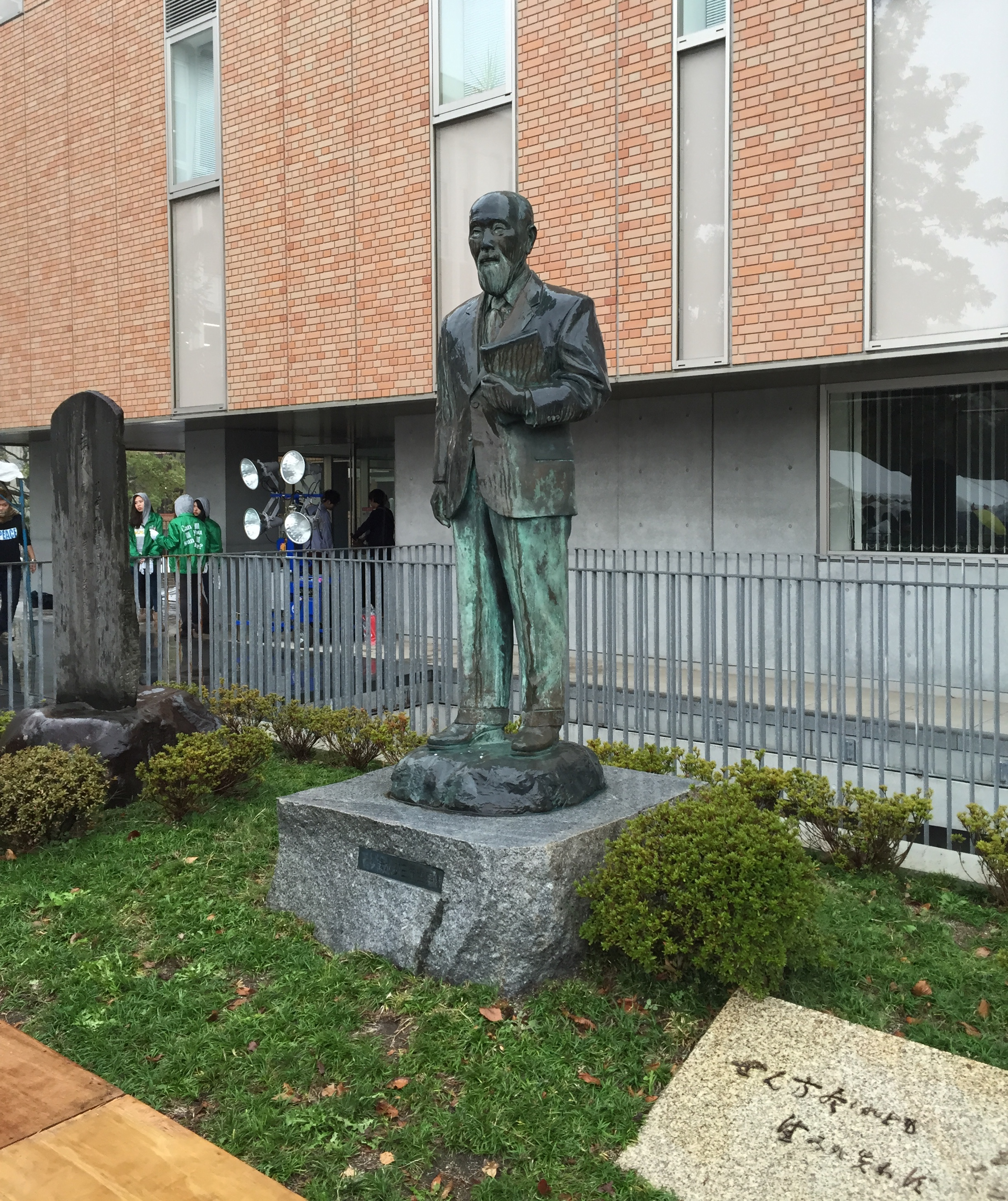
清水安三／1月17日没

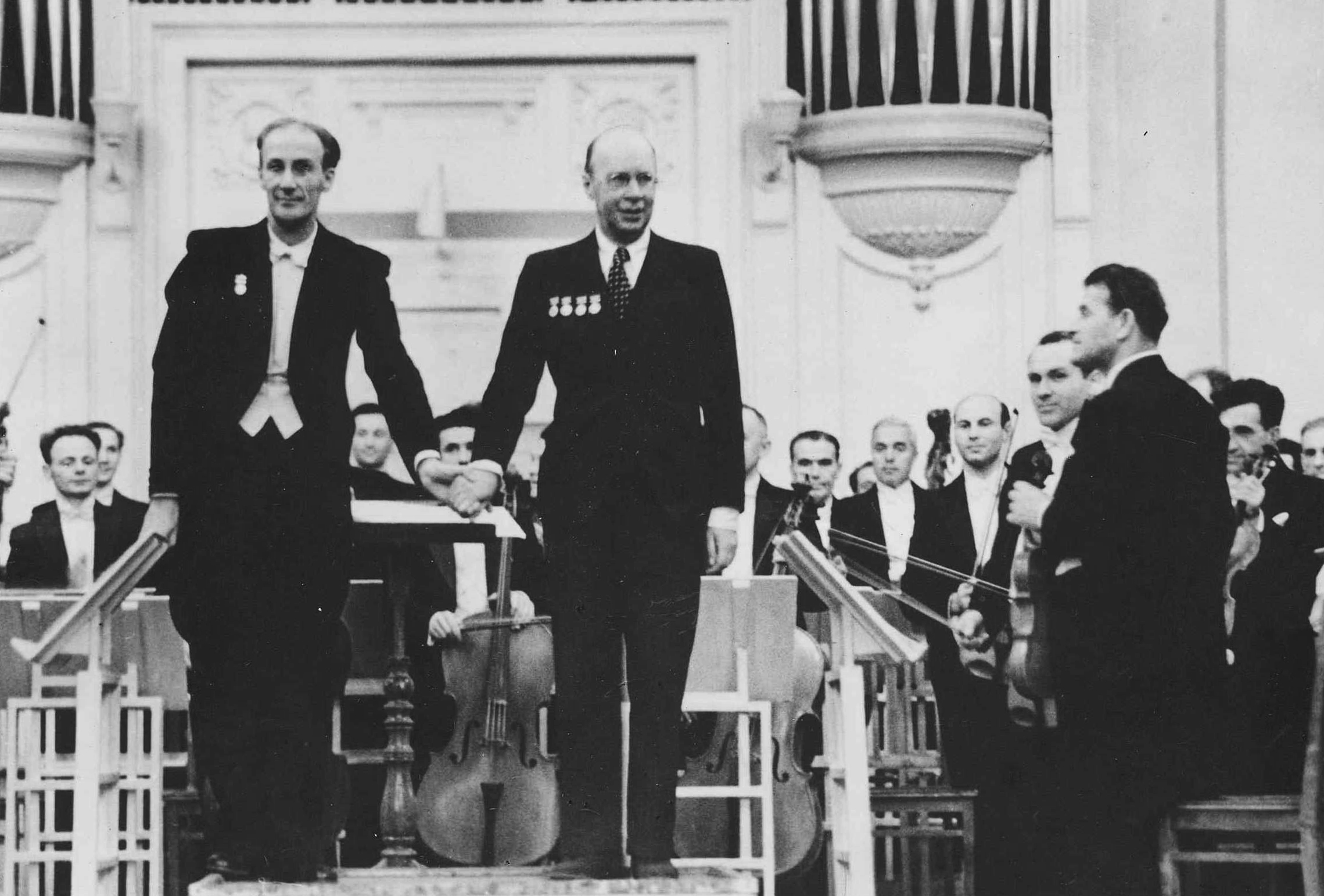
エフゲニー・ムラヴィンスキー（左）／1月19日没

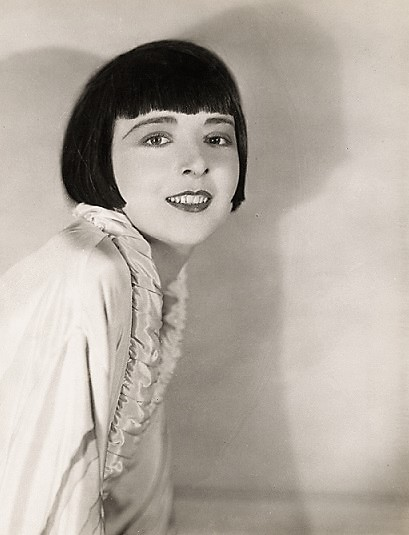
コリーン・ムーア／1月25日没

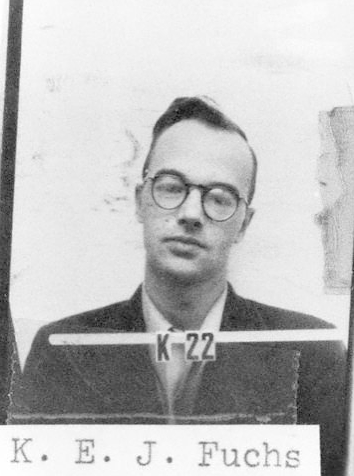
クラウス・フックス／1月28日没

## （1日 - 15日）
- 1月2日 - エドモンド・ブリスコ・フォード、生態学者・遺伝学者（* 1901年）
- 1月6日 - 耕治人、詩人・小説家（* 1906年）
- 1月8日 - 赤松秀雄、物理学者（* 1910年）
- 1月8日 - 沢崎浩平、フランス文学者（* 1933年）
- 1月9日 - 宇野重吉、俳優（* 1914年）
- 1月10日- 小島徹三、政治家（* 1899年）
- 1月11日 - イジドール・イザーク・ラービ、物理学者（* 1898年）
- 1月11日 - 藤井精一、前橋市長（* 1914年）
- 1月12日 - ピエロ・タルッフィ、元F1ドライバー（* 1906年）
- 1月12日 - 村井順、初代内閣総理大臣官房調査室長・綜合警備保障の創業者（* 1909年）
- 1月13日 - 阿部真琴、日本史学者（* 1908年）
- 1月13日 - 蔣経国、第3代中華民国総統（* 1910年）
- 1月14日 - ゲオルギー・マレンコフ、政治家（* 1902年）
- 1月15日 - ショーン・マクブライド、アイルランド外務大臣（* 1904年）
- 1月15日 - 横山茂、横山製薬2代目代表取締役社長（* 1907年）

## （16日 - 31日）
- 1月16日 - 植松要作、児童文学作家（* 1931年）
- 1月17日 - 清水安三、桜美林学園創立者（* 1891年）
- 1月19日 - エフゲニー・ムラヴィンスキー、指揮者（* 1903年）
- 1月24日 - 矢島せい子、民俗学者（* 1903年）、
- 1月25日 - コリーン・ムーア、女優（* 1899年）
- 1月28日 - 長谷川潾二郎、画家（* 1904年）
- 1月28日 - 倉田文人、映画監督（* 1905年）
- 1月28日 - クラウス・フックス、理論物理学者（* 1911年）
- 1月29日 - 花岡大学、童話作家（* 1909年）
- 1月29日 - 相羽欣厚、元プロ野球選手【読売ジャイアンツ、南海ホークスなど】（* 1943年）
- 1月30日 - ホーマー・ブライトマン、脚本家（* 1901年）
- 1月31日 - 中村琢二、洋画家（* 1897年）
- 1月31日 - 小山長規、元自由民主党衆議院議員、元環境庁長官・建設大臣（* 1905年）